# Brachymeles minimus
Brachymeles minimus — вид сцинкоподібних ящірок родини сцинкових (Scincidae). Ендемік Філіппін.

## Поширення і екологія
Brachymeles minimus є ендеміками острова Катандуанес. Вони живуть у первинних і вторинних вологих тропічних лісах та на узліссях. Зустрічаються на висоті від 200 до 800 м над рівнем моря.

## Збереження
МСОП класифікує стан збереження цього виду як близький до загрозливого. Brachymeles minimus загрожує знищення природного середовища. 